# サン・レウチョの邸宅群
サン・レウチョの邸宅群（イタリア語: Complesso di San Leucio）は、イタリア共和国カンパニア州カゼルタ郊外のサン・レウチョにある邸宅群。18世紀後半、ナポリ王国（ブルボン朝）の王たちが建設した。とくに、絹工場とその労働者のための住宅街は、当時の先進的な産業都市として知られる。
1997年に、カゼルタ宮殿、ヴァンヴィテッリの水道橋とともに、UNESCOの世界遺産に「カゼルタの18世紀の王宮と公園、ヴァンヴィテッリの水道橋とサン・レウチョの邸宅群」の名前で登録された。

## 概要
サン・レウチョはカゼルタ市の一地区（分離集落）で、カゼルタ市街の北西3.5キロメートル・海抜145メートルのところに位置する。
1750年、ナポリ王カルロ7世（後のスペイン王カルロス3世）が財務長官のベルナルド・タヌッチ（en）の助言に従い、サン・レウチョを王家専用の狩猟場にしたことが、サン・レウチョの歴史の始まりである。サン・レウチョでは狩猟場以外の側面として、技術革新に基づいた実験が行われた。サン・レウチョは、当時すでに廃墟となっていたサン・レウチョ教会の跡地に建設され、ヴァンヴィテッリの水道橋を通じて上水道網が整備された。
カルロの三男フェルディナンドもまた、サン・レウチョを自らの狩猟場として利用した。フェルディナント自身は有能なハンターであり、宮廷生活を好んでいなかったとされる。カルロとフェルディナントは、サン・レウチョに絹工場を建設し、さらに絹工場に付随させる形で養蚕・製糸・織物工場、労働者のための住居を増築した。18世紀後半のヨーロッパにおいて、サン・レウチョにおける工場の建設は独特なものであった。
1789年、フェルディナンドの手によって建設が本格化したサン・レウチョは、さらに拡張され、南イタリアにおける一大絹工場としての産業都市化が計画されたが、この計画はフランス革命軍の侵攻によって沙汰止みとなった。
とはいえ、サン・レウチョにおける製糸・織物業は、当時のヨーロッパにおいては最も先進的であった。1806年から1815年までのジョアシャン・ミュラの統治下でもなお、サン・レウチョは、製糸・織物業において最先端であった。

## 世界遺産

### 登録基準
この世界遺産は世界遺産登録基準のうち、以下の条件を満たし、登録された（以下の基準は世界遺産センター公表の登録基準からの翻訳、引用である）。
- (1) 人類の創造的才能を表現する傑作。
- (2) ある期間を通じてまたはある文化圏において、建築、技術、記念碑的芸術、都市計画、景観デザインの発展に関し、人類の価値の重要な交流を示すもの。
- (3) 現存するまたは消滅した文化的伝統または文明の、唯一のまたは少なくとも稀な証拠。
- (4) 人類の歴史上重要な時代を例証する建築様式、建築物群、技術の集積または景観の優れた例。